# 中澤佑
中澤 佑（なかざわ たすく、1894年（明治27年）6月28日 - 1977年（昭和52年）12月22日）は、日本の海軍軍人。海兵43期、海大26期。最終階級は海軍中将。戦時中は特攻作戦を承認し強く推進した責任者でもある。「日本海軍の提督でもっとも有能かつ潔癖な人物」と評される一方で、終戦時には部下に「俺は死ぬ係じゃないから」と発言したことでも知られる。

## 生涯
1894年（明治27年）6月28日、長野県諏訪郡豊田村（現諏訪市）で農業・染色を営む父・忠助のもとに生まれる。中澤宗家は代々諏訪藩右筆だったが、明治維新により帰農した。父・忠助は豊田村村長も務めた。旧制長野県諏訪中学校を経て1912年（大正元年）9月9日、海軍兵学校第43期に100名中71番の席次で入校。1915年（大正4年）12月16日、96名中19番の席次で卒業、海軍少尉候補生。装甲巡洋艦「吾妻」乗組。練習艦隊近海航海出発 し、1916年（大正5年）4月3日に帰着。4月20日、練習艦隊遠洋航海出発 し、8月22日に帰着。8月25日、2等巡洋艦「筑摩（初代）」乗組。
同年12月1日、海軍少尉任官。1918年（大正7年）4月6日、戦艦「伊勢」乗組。12月1日、中尉に進級し、海軍水雷学校普通科学生。1919年（大正8年）5月23日より海軍砲術学校普通科学生。12月1日、海軍砲術学校普通科を卒業し、装甲巡洋艦「常磐」乗組（少尉候補生指導官附）。12月3日、練習艦隊遠洋航海 に参加し、1920年（大正9年）5月20日に帰着。6月2日、2等駆逐艦「樫」乗組。12月9日、2等駆逐艦「杉」乗組。
1921年（大正10年）12月1日、大尉に進級し、海軍水雷学校高等科第21期学生。土方久路陸軍大佐の長女・英子と結婚。1922年（大正11年）11月30日、海軍水雷学校高等科優等修了、恩賜品拝受。12月1日、2等駆逐艦「菱」乗組。1923年（大正12年）5月1日、1等海防艦「浅間」分隊長（少尉候補生指導官）。11月7日練習艦隊遠洋航海 に参加し、1924年（大正13年）4月5日帰着。4月10日、「第十五号駆逐艦」艤装員。12月1日、第一潜水戦隊参謀。

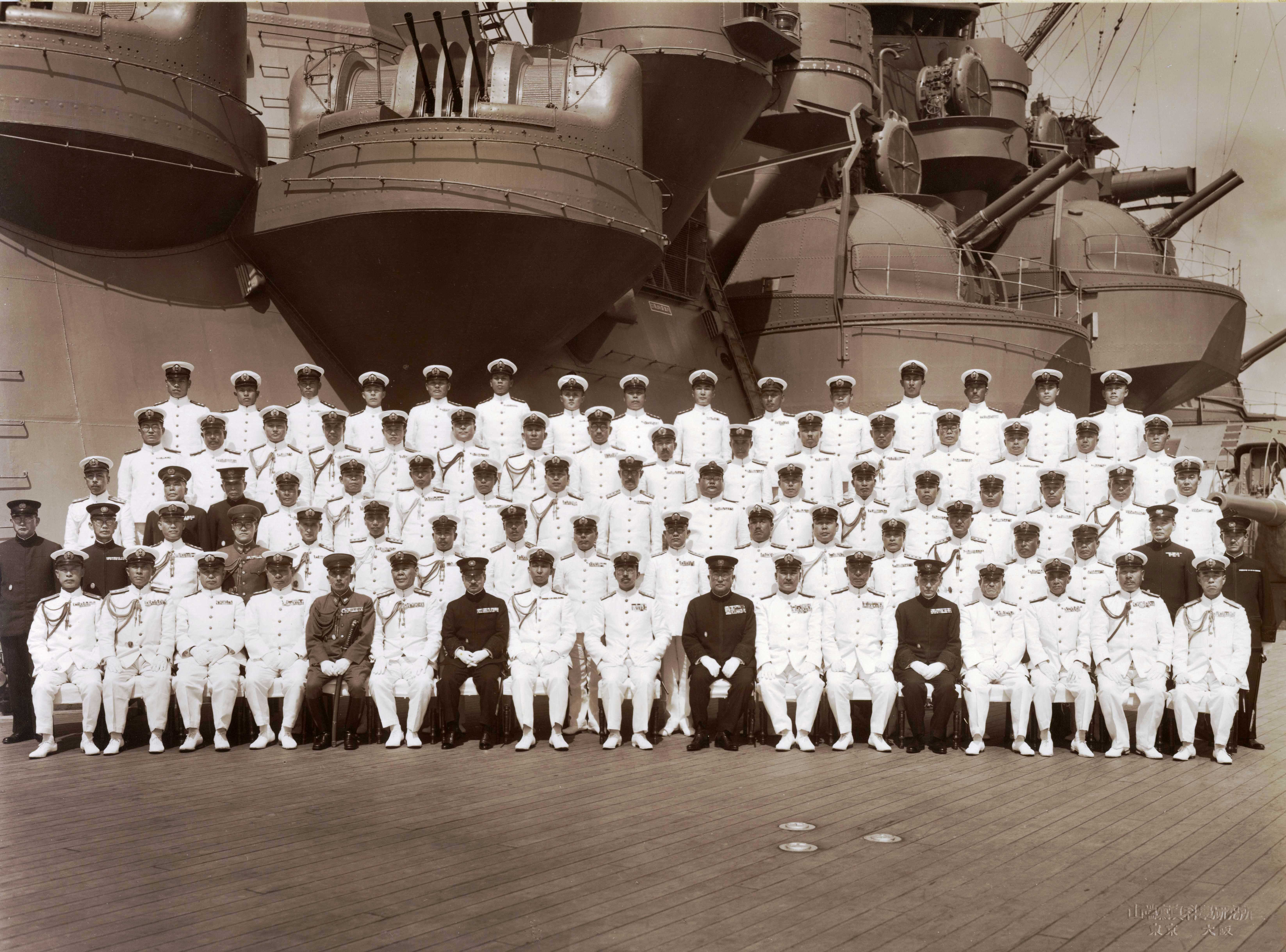
1943年（昭和18年）4月、戦艦「武蔵」にて。最前列、右から１人目が中澤佑少将。

1926年（大正15年）12月1日、海軍大学校甲種第26期学生。1927年（昭和2年）12月1日、少佐進級。1928年（昭和3年）11月26日、海軍大学校甲種を成績順位22名中第8位で卒業。12月10日、2等駆逐艦「朝顔」艦長。1929年（昭和4年）11月30日、第二艦隊司令部参謀。1930年（昭和5年）11月15日、連合艦隊兼第1艦隊参謀。1931年（昭和6年）12月1日、海軍省・軍令部出仕。1932年（昭和7年）1月11日、在アメリカ日本大使館附海軍駐在武官府補佐官附。10月17日、スタンフォード大学入学。12月1日、中佐進級。1934年（昭和9年）1月20日、帰朝。3月10日、軍令部第一部第一課首席課員（対米戦作戦班長）。大和型戦艦の速力につき35ノットを主張したが、27ノットに決定した際に職を辞そうとした。
1936年（昭和11年）11月2日、連合艦隊司令部附。12月1日、大佐に進級し、連合艦隊兼第一艦隊先任参謀。
1937年（昭和12年）12月1日、軍令部第一部第一課長。人員不足を訴え、士官の増員を兵学校採用数の増加で果たしたが、中澤の唱える必要数からは不足していた。また石油備蓄の増加が必要であるとして、従来の300万トンから倍増させた。日独伊三国軍事同盟に反対したが同盟が成立して職を辞そうとした。1939年（昭和14年）11月15日、陸軍参謀本部員を兼任。1940年（昭和15年）7月の「世界情勢の推移に伴ふ時局処理要綱」を作成した1人であったが、これが南部仏印進駐を許したとして、責任を痛感したという。10月15日、重巡洋艦「足柄」艦長。
1941年（昭和16年）7月5日、軍令部出仕。7月25日、第五艦隊参謀長。12月8日、太平洋戦争勃発。1942年（昭和17年）11月1日、少将進級。11月6日、軍令部出仕。11月10日、海軍省出仕を兼ねる。12月10日、海軍省人事局長。

### 軍令部第一部長
1943年（昭和18年）6月15日、軍令部第一部長。
1943年11月から12月にかけて行われたブーゲンビル島沖航空戦、ギルバート諸島沖航空戦で現地から大戦果が報告されたのに対し、軍令部五課は戦果はほぼ無いと判断した。中澤はこの経験から作戦部に現地戦果の三分の一と考えるようにと指導している。
航空本部教育部長の有馬正文と黒木剛一が必死戦法の反対意見を述べた際に、中澤は「必死は本人の崇高な自由意志によるべきで、決死を限度と確信した」という。
1944年（昭和19年）2月、海軍大臣嶋田繁太郎大将が軍令部総長に就任する。中澤の手記には嶋田の言動への不満も見られるが、「格別のご指導、恩顧を受けた」として、嶋田に関する資料や記録を収集し、嶋田の伝記を一部執筆している。
1944年（昭和19年）4月4日、軍令部第二部長の黒島亀人が「作戦上急速実現を要望する兵力」として中澤に対して「震洋」「回天」といった特攻兵器を含む提案をする。軍令部は検討の後、海軍省へ各種緊急実験を要望され、艦政本部は水中特攻兵器の特殊緊急実験を開始した。戦後、中澤は特攻兵器に関して「特殊奇襲兵器の使用に関しては19年3月頃から思想はあった。マリアナ失陥後の新情勢に対処するには戦理上在来兵器では尋常の勝負ができないので特殊兵器の採用となった。新兵器は軍令部二部長のイニシアティブで採用となったもので、作戦部が作戦上から要求したものではなかった。第二部長は戦備の見地から特殊兵器を研究していたが、同兵器の整備には熱心で専門的に研究していたように記憶する。これに反し第一部長は特殊兵器の採用には熱心ではなかった。理由は特殊兵器では大した戦果は戦果は上がらぬと考えたからであった。しかし、尋常の手段では手がなく、かつ資材不足の状況下に大量に生産ができ、しかも戦果を期待できるものということで戦備の見地から賛成したが、これで戦勢を挽回できるなどという大それた考えに基づくものではなかった。『残された唯一の手段はあれ以外にないではないか。そんな凄惨な戦いを行う前に戦をやめねばならぬ』というのが当時伊藤軍令部次長、第一部長に共通した考え方であった。そんなわけで作戦部は部長以下一般に特殊兵器の採用には冷淡であったが、第二部長が特攻部長と連絡して推進していた」と語っている。しかし、戦史叢書には、のちの1944年10月27日に行われた「省部懇談」の内容が中澤自身のノートを参考に記述されていて、そこで中澤は「特攻兵器（による）必死必殺の戦法」を主用することを強調し、海軍省側に体当たり機の予定生産の確保に努められたいと述べていることが記載されている。
1944年6月25日、元帥会議においてサイパン断念が上奏された。中澤は伊藤整一中将に対し、必勝を期しうる信念を失ったので部長の辞表を提出し、一線で最後の奉公がしたいと述べたが、伊藤から自分も同意見だが命があるまで頼むと言われ、部長職に留まった。
1944年10月20日、第一航空艦隊司令長官大西瀧治郎中将が神風特攻隊を開始する。中澤によれば、軍令部総長・及川古志郎、次長・伊藤整一と共に、第一航空艦隊司令長官に内定した大西から任地で特攻を採用する決意を聞かされ、及川が「決して命令はしないように。戦死者の処遇に関しては考慮します」と答えたという。戦後、作家の保坂正康が晩年の中澤に対する取材で、その当時はフィリピンに出張中でその席に中澤はいなかったのではないかと質問した時、老いのせいかもしれないが中澤は絶句して答えられなかったと書いている。中澤の比島・台湾・南西諸島方面への出張は10月2日に出発し、9日に帰還しており、大西が東京を出発したのは9日のことであり、鹿屋についたのは10日のことである。また、妹尾作太男（海兵74期）によれば、中澤が1977年7月11日に水交会の講演で、「航空機の体当たりは大西中将が比島で採用したのが最初で、それまで中央でそうした動きは一切なかった」と発言した件について、後日に妹尾が10月1日に編成された桜花部隊（第七二一海軍航空隊）に関して質問し、中澤が「私は知らない。編成は土肥一夫中佐が担当していた」と言うと、土肥は「中澤部長に上申し決裁した」と答え、妹尾が「すでに公式に航空体当たり戦術は決まっていたのではないか」と質問したが、中澤は沈黙したままだったという。桜花部隊は編成時点では特攻は決まっておらず、普通の航空隊と同じ編成が行われ、軍令部から特攻の編成などが発令されるのも中澤転出後の1945年2月10日第五航空艦隊編制からであるが、神風特攻隊が開始される前から航空特攻に関して中央で研究が始まっており、桜花部隊も特攻戦力化を目指して準備が進められていた。
中澤の後任として軍令部第一部長に就任した富岡定俊少将は、中澤を「日本海軍の提督でもっとも有能かつ潔癖な人物」と評している。
12月5日、第二航空艦隊司令部附。12月20日、第二十一航空戦隊司令官。1945年（昭和20年）2月5日、台湾海軍航空隊司令官。中澤が大切にしていたアルバムに、台湾航空隊の司令官として特攻の指揮にあたっていた時のものがあり、特攻隊員たちの写真の横に自ら書いた説明は「笑わんとして死地に向かわんとする特攻隊勇士」である。
5月10日、高雄警備府参謀長 兼 第一航空艦隊参謀長。6月15日、第一航空艦隊参謀長を免じられる。

### 戦後
停戦後の1945年（昭和20年）11月1日の定期人事で木村昌福、矢野志加三、三戸寿と共に中将に進級。停戦後であったためポツダム中将と呼ばれた（「ポツダム進級」項目参照）。11月15日、従四位に叙される。1946年（昭和21年）4月30日、予備役編入。1947年（昭和22年）11月28日、公職追放の仮指定を受ける。
1948年（昭和23年）12月10日、横浜軍事法廷にてB級戦犯として有罪判決を受け、重労働10年刑を宣告される。巣鴨刑務所に収監。1952年（昭和27年）4月11日、身柄仮釈放。10月1日、アメリカ海軍横須賀基地勤務。1962年（昭和37年）12月31日、退職。1963年より明石製作所顧問を務める。1977年（昭和52年）12月21日、急性心不全にて死去。享年83。
「中澤佑関係文書」として、軍令部第1部長（作戦部長）時代の日誌などが国立国会図書館に保存、公開されている。

## 年譜
- 1894年（明治27年）6月28日- 長野県諏訪郡豊田村（現在の諏訪市）生
- 1912年（大正元年）9月9日- 海軍兵学校入校
- 1915年（大正4年）12月16日- 海軍兵学校卒業  海軍少尉候補生・装甲巡洋艦「吾妻」乗組・練習艦隊近海航海出発[注 1]
- 1916年（大正5年）4月3日- 帰着
  - 4月20日- 練習艦隊遠洋航海出発[注 2]
  - 8月22日- 帰着
  - 8月25日- 2等巡洋艦「筑摩（初代）」乗組
  - 12月1日- 任 海軍少尉
- 1918年（大正7年）4月6日- 戦艦「伊勢」乗組
  - 12月1日- 任 海軍中尉・海軍水雷学校普通科学生
- 1919年（大正8年）
  - 5月23日- 海軍砲術学校普通科学生
  - 12月1日- 海軍砲術学校普通科卒業　装甲巡洋艦「常磐」乗組（少尉候補生指導官附）
  - 12月3日- 練習艦隊遠洋航海[注 3]
- 1920年（大正9年）5月20日- 帰着
  - 6月2日- 2等駆逐艦「樫」乗組
  - 12月9日- 2等駆逐艦「杉」乗組
- 1921年（大正10年）12月1日- 任 海軍大尉・海軍水雷学校高等科第21期学生
- 1922年（大正11年）11月30日- 海軍水雷学校高等科優等修了[恩賜品拝受]
  - 12月1日- 2等駆逐艦「菱」乗組
- 1923年（大正12年）5月1日- 1等海防艦「浅間」分隊長（少尉候補生指導官）
  - 11月7日- 練習艦隊遠洋航海出発[注 4]
- 1924年（大正13年）4月5日- 帰着
  - 4月10日- 「第15号駆逐艦」艤装員
  - 12月1日- 第一潜水戦隊参謀
- 1926年（大正15年）12月1日- 海軍大学校甲種第26期学生
- 1927年（昭和2年）12月1日- 任 海軍少佐
- 1928年（昭和3年）11月26日- 海軍大学校甲種卒業 卒業成績順位22名中第8位
  - 12月10日- 2等駆逐艦「朝顔」艦長
- 1929年（昭和4年）11月30日- 第2艦隊司令部参謀
- 1930年（昭和5年）11月15日- 連合艦隊兼第1艦隊参謀
- 1931年（昭和6年）12月1日- 海軍省軍令部出仕
- 1932年（昭和7年）
  - 1月11日- 在アメリカ日本大使館附海軍駐在武官府補佐官附
  - 10月17日スタンフォード大学入学
  - 12月1日- 任 海軍中佐
- 1934年（昭和9年）1月20日- 帰朝
  - 3月10日- 軍令部第1部第1課（対米作戦班長）
- 1936年（昭和11年）11月2日- 連合艦隊司令部附
  - 12月1日- 任 海軍大佐・連合艦隊兼第1艦隊先任参謀
- 1937年（昭和12年）12月1日- 軍令部第1部第1課長
- 1939年（昭和14年）11月15日- 兼 参謀本部員
- 1940年（昭和15年）10月15日- 重巡洋艦「足柄」艦長
- 1941年（昭和16年）7月5日- 軍令部出仕
  - 7月25日- 第5艦隊参謀長
- 1942年（昭和17年）11月1日- 任 海軍少将
  - 11月6日- 軍令部出仕
  - 11月10日- 兼 海軍省出仕
  - 12月10日- 海軍省人事局長、大本営海軍戦備考査部部員被仰付[21]
- 1943年（昭和18年）6月15日- 軍令部第1部長、大本営海軍戦備考査部部員被免、大本営海軍参謀兼海軍戦備考査部部員被仰付[22]
- 1944年（昭和19年）12月5日- 第2航空艦隊司令部附、大本営海軍参謀兼海軍戦備考査部部員被免[19]
  - 12月20日- 第21航空戦隊司令官
- 1945年（昭和20年）2月5日- 台湾海軍航空隊司令官
  - 5月10日- 高雄警備府参謀長兼第1航空艦隊参謀長
  - 6月15日- 免 第1航空艦隊参謀長
  - 11月1日- 任 海軍中将
    - 11月15日-　従四位
- 1946年（昭和21年）4月30日- 予備役編入
- 1947年（昭和22年）11月28日- 公職追放仮指定
- 1948年（昭和23年）12月10日- 横浜軍事法廷 重労働10年刑宣告
- 1952年（昭和27年）4月11日- 身柄仮釈放
  - 10月1日- アメリカ海軍横須賀基地勤務
- 1962年（昭和37年）12月31日- アメリカ海軍横須賀基地退職
- 1977年（昭和52年）12月21日- 急性心不全にて死去 享年83